# Henaredalen
Henaredalen är ett naturreservat i Flens kommun  i Södermanlands län.
Området är naturskyddat sedan 1966 och är 17 hektar stort. Reservatet består av en dalgång kring en bäck där de växer lövskog med mycket hassel.